# PLANET (SUPERCARの曲)
「PLANET」（プラネット）は、1998年3月1日に発売されたSUPERCARの3枚目のシングル。

## 解説
- 前作より約3ヶ月ぶりのリリース。アルバム『スリーアウトチェンジ』先行シングル。
- 当シングルの収録曲はすべて『スリーアウトチェンジ』に収録されている。
- 本作で初めてオリコン100位圏内にチャートインした。

## 収録曲
1. PLANET (5:21)
曲中に登場する「青い森」とは彼らの出身地である青森県のことである。
2. Yes, (3:30)

全作詞：石渡淳治　作曲：中村弘二　編曲：SUPERCAR